# 今日、好きになりました。グアム編
『今日、好きになりました。グアム編』（きょう、すきになりました。ぐあむへん）は、AbemaTV放送の恋愛リアリティーショー、「今日、好きになりました。」シリーズの第23弾目。2019年11月11日から同年12月9日まで放送していた。
2021年7月にmodelpressが企画した「読者が選ぶ「好きな“今日好き”シリーズ」ランキングを発表＜TOP10＞」では1位に選出された。

## 出演高校生

### 男子
- 後藤聖那

神奈川県出身 当時高校2年生
- 熊谷仁志

東京都出身 当時高校2年生
第22弾・台湾編からの継続メンバー
- 植村颯太

大阪府出身 当時高校2年生
第21弾・韓国ソウル編からの継続メンバー
- 織田魁人

福井県出身 当時高校3年生
- 池田陸人

広島県出身 当時高校1年生

### 女子
- 石川翔鈴

北海道出身 当時高校2年生
- 向葵まる

茨城県出身 当時高校1年生
第22弾・台湾編からの継続メンバー
- 中野ゆいな

神奈川県出身 当時高校3年生
- 樽井みか

大阪府出身 当時高校1年生
- 雨宮由乙花

山梨県出身 当時高校2年生
第19弾・韓国チェジュ島〜第22弾・台湾編からの継続メンバー

## 恋愛見届け人
- 井上裕介(NON STYLE)
- Niki
- 鷲尾伶菜(E-girls(当時))

## 放送日程
| 話数  | サブタイトル                                                              | 日程           | 備考 |
| ----- | ------------------------------------------------------------------------- | -------------- | ---- |
| 第1話 | 忘れられない恋と、一目惚れ。                                              | 2019年11月11日 |      |
| 第2話 | 大好きなのに、会えないひと。新たな恋の始まり                              | 2019年11月18日 |      |
| 第3話 | 心臓の音、聞こえちゃいそう。1秒で見つけた運命の恋【クリスマスデート編#0】 | 2019年11月25日 |      |
| 第4話 | 2泊3日もいらない。ルール破りの告白【クリスマスデート編#１】               | 2019年12月2日  |      |
| 第5話 | 「大好きでした。」【クリスマスデート編#２】                               | 2019年12月9日  |      |

## その他
Abemaプレミアム限定のスピンオフ企画として「クリスマスデート編」と題し、USJでのしゅんまやとれいまひのデート企画を配信。
れいまひはこのデートをキッカケに成立し、交際を始めた。